# Pontoise
Pontoise – miejscowość i gmina we Francji, w regionie Île-de-France, w departamencie Dolina Oise.
Według danych na rok 1990 gminę zamieszkiwało 27 150 osób, a gęstość zaludnienia wynosiła 3813 osób/km² (wśród 1287 gmin regionu Île-de-France Pontoise plasuje się na 92. miejscu pod względem liczby ludności, natomiast pod względem powierzchni na miejscu 544.).

## Współpraca
- Böblingen, Niemcy
- Sevenoaks, Wielka Brytania

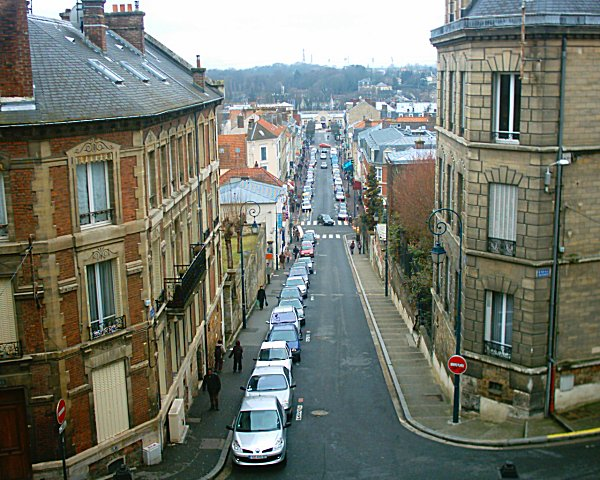
Pontoise, rue Thiers

- Geleen, Holandia